# María Ruido
María Ruido   (Pidre, 1967) és una artista visual, realitzadora de vídeo, investigadora i productora cultural nascuda a Pidre (Xinzo de Limia, Ourense) l'any 1967.

## Biografia
Procedent d'una família gallega de classe treballadora, María Ruido es va llicenciar l'any 1991 en Història de l'Art Contemporani a la Universitat de Santiago de Compostel·la. És doctora en Belles arts per la Universitat de Vigo (amb una tesi que va versar sobre la identitat, el cos i el context social) i ha cursat estudis de Teoria de l'Art al Centre d'Art i Comunicació de Lisboa. Actualment viu a Tànger i a Barcelona, on imparteix classes a la Universitat de Barcelona com a professora dins del Departament de Disseny i Imatge de la Facultat de Belles arts. Des de 1998, el seu treball artístic i la seva producció escrita s'han centrat en el desenvolupament d'estudis sobre les polítiques de representació i les seves relacions contextuals. En la seva producció videogràfica, destaca la constant relectura de materials d'arxiu a través del remuntatge i la recontextualizació.

## Temes recurrents i constants estilístiques
Dos elements s'erigeixen com a fonamentals en el seu treball videogràfic, on també integra la fotografia. D'una banda, l'esmentat remuntatge de material d'arxiu i, per un altre, entrevistes o altres fonts testimonials relacionades amb els temes de la seva producció. A vegades, també recorre a experiències de la seva pròpia vida personal o familiar com un procediment que li permet «contextualitzar els seus projectes artístics dins d'un marc històric i cronològic concret».
Ha treballat la performance, la videoacció, el format documental, el cinema-assaig, la videoinstalació i també ha desenvolupat publicacions lligades als temes objecte del seu interès, com «Mamà, vull ser artista! Anotacions sobre la situació d'algunes treballadores en el sector de la producció d'imatges, aquí i ara», «A la deriva pels circuits de la precarietat femenina», «La màquina retòrica. Construccions de gènere, assimilacions i resistències en la cinematografia espanyola i argentina dels anys 40 i 50».

## Obra cinematogràfica
L'any 1997, María Ruido desenvolupa dos videoaccions: La voz humana i Cronología, en el marc de l'Escola d'Imatge i So de la Corunya. En el primer cas, partint d'un fragment del llibre de Miguel Cereceda L'origen de la dona subjecte, reflexiona sobre la veu i el discurs de les dones, que no sempre és propi, sinó que amb freqüència reprodueix simplement les formes patriarcals.
L'any 1999, amb el suport a la producció del CGAC (Centre Gallego d'Art Contemporani) de Santiago de Compostel·la, desenvolupa Ethics of Care, un videoassaig a partir de l'enregistrament d'una rave a la Sala Nasa de Santiago de Compostel·la al maig d'aquest mateix any. Proposava el bricolatge i la fragmentació “com una pràctica política activa” i indagava “en la possibilitat de la construcció d'una mirada plaent transformadora a partir d'una lectura transversal de representacions mediàtiques homologades (la pornografia, la publicitat o el cànon artístic tradicional)”. Es recolzava també en l'escrit “L'ull saturat de plaure: sobre fragmentació, porno-evidència i brico-tecnologia”. A més de ser acollida dins de “Lost in Sound”, a les instal·lacions del CGAC en aquest any, la peça formaria part del cicle de projeccions “Bon rotllo” programada pel MACBA de Barcelona per donar “compte de les històries de les cultures musicals amb una especial èmfasi en els seus aspectes polítics i socials, és a dir, tenint en compte tant les formes artístiques com les formes de vida alternativa i els contextos on se situen”.
Des de 2001, María Ruido entra a formar part del grup de treball “El Somni Col·lectiu”, juntament amb l'artista Virginia Villaplana i la gestora cultural Montse Romaní Draper.
Al costat de Uqui Permui, i com a comissaria, entre 2002 i 2003 desenvolupa Cuerpos de producción, un projecte interdisciplinari d'intervenció a l'espai urbà de Santiago de Compostel·la en el qual van col·laborar artistes, activistes i teòrics procedents de molt diversos camps. Amb el subtítol “Mirades crítiques i relats feministes entorn dels subjectes sexuats als espais públics”, el procés de treball va abastar un any dins del qual van haver-hi dues fases diferenciades i que, en últim terme, pretenia el diàleg entre artistes, col·lectius i públic. “Partint de la confluència amb certs discursos alternatius (o obertament discrepants) als elaborats per les institucions homologades, Cuerpos de producción volia pensar sobre els mecanismes de generació de coneixements, sobre la possibilitat de construir imatges crítiques dels nostres cossos als espais públics, sobre noves formes de visibilitat implicada i sobre la confluència d'algunes pràctiques artístiques i algunes pràctiques polítiques en aquesta última dècada”.
Com exposa Patricia Mayayo a l'article “Altres mirades: dones artistes, noves tecnologies i capitalisme transnacional” publicat a la revista llatinoamericana POLIS, “el sistema econòmic actual s'ha expandit al territori més privat de la nostra experiència per convertir-la en experiència de producció: les noves formes d'ocupació (moltes d'elles vinculades a l'externalizació de serveis, l'extensió del treball autònom i dels contractes per obra o la multiplicació incessant de les variacions en els tipus de contracte), la dislocació dels temps i els espais de treball (en els horaris flexibles, a temps parcial, en el teletreball i els tallers domèstics), el desenvolupament de noves tecnologies que pressuposen la disponibilitat constant de la treballadora o treballador (mòbil, correu electrònic, etc.) i la conversió de la subjectivitat mateixa de l'individu (la paciència, la capacitat de treballar en equip, la versatilitat…) en eina productiva fan que visquem, com subratlla el vídeo de María Ruido, en el temps del “treball total”, dels cossos productius més enllà de l'horari laboral”. Aquest vídeo es va exhibir per primera vegada com a part d'una exposició comissariada a la fi de 2003 per Montse Romaní a la sala Montcada de la Fundació La Caixa de Barcelona sota el títol Trabajo total.
En relació al mateix concepte de “memòria històrica”, María Ruido ha exposat: “La combinació “memòria històrica” és una espècie d'oxímoron impossible. Són dues coses diferents que utilitzem d'una manera solapada. És obvi que la història és un relat acadèmic, que es nodreix de la memòria. Però la memòria col·lectiva es construeix a través de molt diferents agents institucionals de poder, des de l'escola fins als media. Converteix el document en monument. En alguna cosa inamovible, que no es pot pensar d'una altra manera, que és així. Carme Molinero em va explicar que el treball dels historiadors consisteix a delimitar ambdues i repensar la segona documentalment. No per apropiar-se d'ella, sinó per desentranyar aquesta institucionalització que, a més, depèn del moment i del lloc (…)”.
L'artista gallega torna sobre la memòria de la Transició en Lo que no puede ser visto debe ser mostrado, curtmetratge realitzat l'any 2010 “a partir de certes produccions del cinema militant que contradiuen les imatges oficials amb les quals s'ha elaborat la nostra memòria del final del franquisme i de l'inici de la democràcia”. En aquesta peça es fa una especial èmfasi en el fora de camp, en aquelles imatges que no existeixen i que, per tant, s'han obviat en la transmissió oficial d'una determinada memòria històrica. “El títol del documental remet a l'imperatiu ètic de les imatges formulat per Wacjman en la seva reflexió sobre l'art en el segle xx. La capacitat de fer veure els cuses pròpia de l'art es transforma en la possibilitat de fer sorgir en el visible allò que hi falta, el que no pot veure’s. Abundant en aquesta proposta, María Ruido fonamenta el seu treball en aquest mostrar el que no pot ser vist i que, per tant, és absent de la representació que s'ha transmès com a memòria històrica”.
Produïda per Consonni, María Ruido desplaça el seu punt de mira l'any 2011 a Bilbao a ElectroClass, peça on es nodreix, entre altres fonts, de material procedent de l'arxiu de la televisió autonòmica ETB per reflexionar sobre la dissolució del concepte tradicional de classe treballadora, els efectes del capitalisme en les condicions laborals al llarg del temps i la transformació urbana. “La pel·lícula explora la possibilitat de construir, barrejant els enderrocs d'aquesta mateixa narració amb un tall d'una altra pel·lícula o una cançó del rock radical basc, un nou imaginari per a la classe treballadora postindustrial. “Això és el que la fa incòmoda”, arrisca Ruido. “Que usant les mateixes imatges, les que estan en l'arxiu, en la seva majoria ja emeses, es pot descriure la connivència dels polítics i aquestes oligarquies que es lucren amb la privatització de l'espai públic. És la barreja el que inquieta. El potencial d'una imatge posada al costat d'una altra”.